# Pallacanestro 3x3 femminile ai XVIII Giochi del Mediterraneo

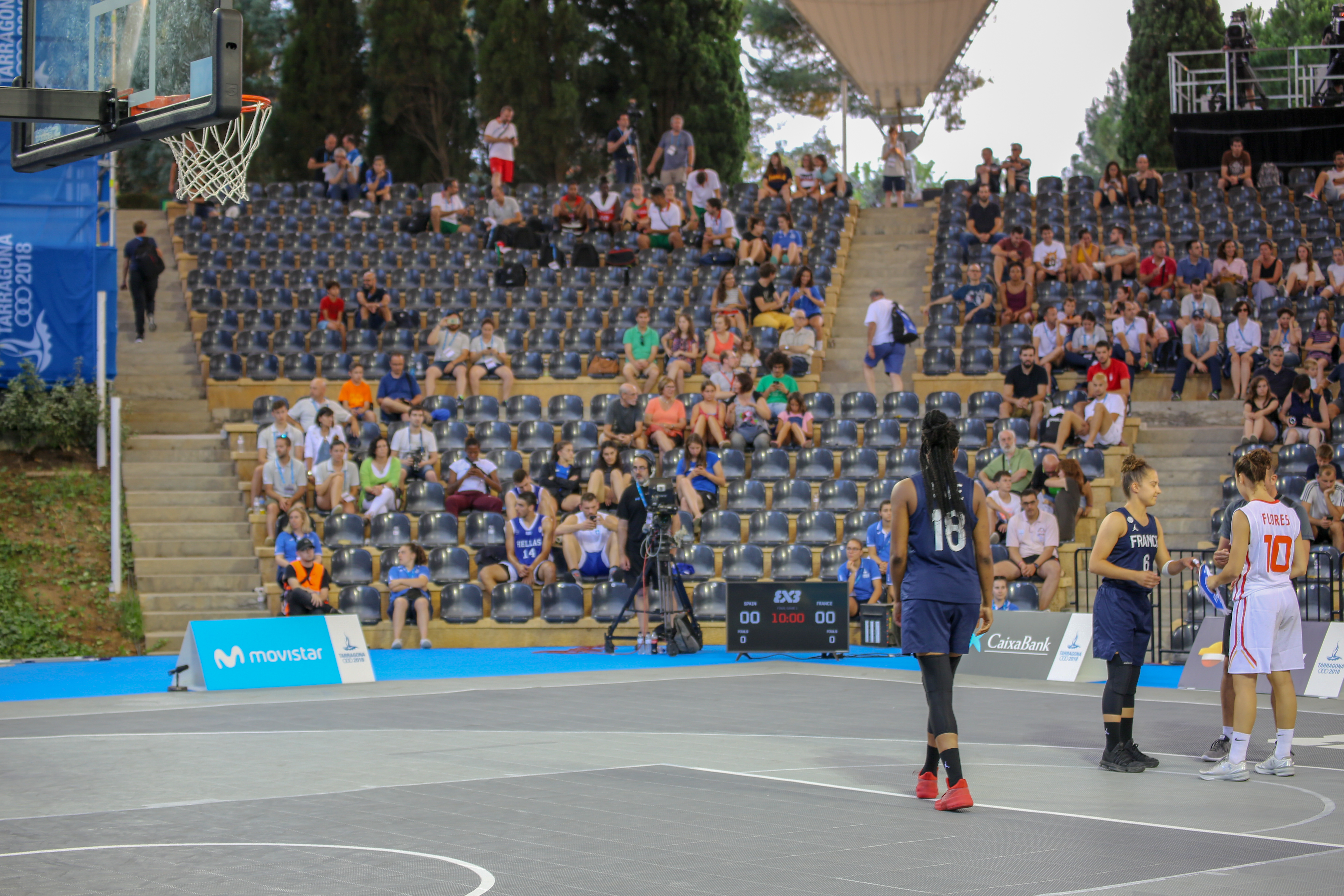
Finale femminile

Il torneo di pallacanestro 3x3 femminile ai XVIII Giochi del Mediterraneo si è svolto dal 27 al 29 giugno 2018 all'Auditorio Camp de Mart di Tarragona. La vittoria finale è andata alla Francia che ha sconfitto la Spagna 10-8 nella partita valevole per la medaglia d'oro, il Portogallo ha completato il podio al terzo posto vincendo 21-20 contro la Serbia.

## Squadre partecipanti
| Confederazione | Squadra                      |
| -------------- | ---------------------------- |
| FIBA Europe    | Andorra                      |
| FIBA Europe    | Francia                      |
| FIBA Europe    | Grecia                       |
| FIBA Europe    | Italia                       |
| FIBA Europe    | Portogallo                   |
| FIBA Europe    | Serbia                       |
| FIBA Europe    | Slovenia                     |
| FIBA Europe    | Spagna (Paese organizzatore) |
| FIBA Europe    | Turchia                      |

## Torneo

### Fasi a gironi

#### Gruppo A
| Squadra    | V - P | Pf - Ps | +/- |
| ---------- | ----- | ------- | --- |
| Spagna     | 4 - 0 | 70 - 37 | +33 |
| Portogallo | 2 - 2 | 40 - 38 | +2  |
| Grecia     | 2 - 2 | 55 - 55 | 0   |
| Slovenia   | 1 - 3 | 52 - 59 | -7  |
| Andorra    | 1 - 3 | 43 - 71 | -28 |

| Data           | Partita    | Partita | Partita    |
| -------------- | ---------- | ------- | ---------- |
| 27 giugno 2018 | Andorra    | 5 - 22  | Spagna     |
| 28 giugno 2018 | Spagna     | 21 -14  | Grecia     |
| 28 giugno 2018 | Slovenia   | 13 - 6  | Portogallo |
| 28 giugno 2018 | Grecia     | 16 - 12 | Andorra    |
| 28 giugno 2018 | Portogallo | 7 - 8   | Spagna     |
| 28 giugno 2018 | Grecia     | 13 - 9  | Slovenia   |
| 28 giugno 2018 | Andorra    | 5 - 14  | Portogallo |
| 28 giugno 2018 | Spagna     | 19 - 11 | Slovenia   |
| 29 giugno 2018 | Slovenia   | 19 - 21 | Andorra    |
| 29 giugno 2018 | Portogallo | 13 - 12 | Grecia     |

#### Gruppo B
| Squadra | V - P | Pf - Ps | +/- |
| ------- | ----- | ------- | --- |
| Francia | 3 - 0 | 61 - 24 | +37 |
| Serbia  | 1 - 2 | 47 - 55 | -8  |
| Turchia | 1 - 2 | 43 - 57 | -14 |
| Italia  | 1 - 2 | 38 - 53 | -15 |

| Data           | Partita | Partita | Partita |
| -------------- | ------- | ------- | ------- |
| 28 giugno 2018 | Francia | 20 - 2  | Italia  |
| 28 giugno 2018 | Serbia  | 22 - 13 | Turchia |
| 28 giugno 2018 | Francia | 21 - 11 | Serbia  |
| 28 giugno 2018 | Italia  | 15 - 19 | Turchia |
| 29 giugno 2018 | Turchia | 11 - 20 | Francia |
| 29 giugno 2018 | Italia  | 21 - 14 | Serbia  |

### Fase ad eliminazione diretta
|  | Semifinali | Semifinali | Semifinali |         |        | Finale 1º posto | Finale 1º posto | Finale 1º posto |  |
|  |            |            |            |         |        |                 |                 |                 |  |
|  | Spagna     | Spagna     | 22         |         |        |                 |                 |                 |  |
|  | Spagna     | Spagna     | 22         |         |        |                 |                 |                 |  |
|  | Serbia     | Serbia     | 4          |         |        |                 |                 |                 |  |
|  | Serbia     | Serbia     | 4          |         | Spagna | Spagna          | 8               |                 |  |
|  |            |            |            |         | Spagna | Spagna          | 8               |                 |  |
|  |            |            | Francia    | Francia | 10     |                 |                 |                 |  |
|  | Francia    | Francia    | Francia    | Francia | 10     | 14 t.s.         |                 |                 |  |
|  | Francia    | Francia    |            |         |        | 14 t.s.         |                 |                 |  |
|  | Portogallo | Portogallo | 13         |         |        | Finale 3º posto | Finale 3º posto | Finale 3º posto |  |
|  | Portogallo | Portogallo | 13         |         |        |                 |                 |                 |  |
|  |            |            |            |         |        |                 |                 |                 |  |
|  |            |            |            |         |        | Serbia          | Serbia          | 20              |  |
|  |            |            |            |         |        | Serbia          | Serbia          | 20              |  |
|  |            |            |            |         |        | Portogallo      | Portogallo      | 21              |  |

## Podio
| - | Paese      | Formazione                                                                |
| - | ---------- | ------------------------------------------------------------------------- |
|   | Francia    | Francia 3×33 Mané, 6 Hériaud, 18 Koné, 30 Majekodunmi, All. -             |
|   | Spagna     | Spagna 3×35 Lizarazu, 7 Lo Sylla, 9 Quevedo, 10 Flores, All. -            |
|   | Portogallo | Portogallo 3×35 Rua, 13 Filipe, 15 Pinheiro, 20 Ferreira, All. -          |
| 4 | Serbia     | Template:Serbia femminile pallacanestro 3x3 Giochi del Mediterraneo 2018  |
| 5 | Grecia     | Template:Grecia femminile pallacanestro 3x3 Giochi del Mediterraneo 2018  |
| 6 | Turchia    | Template:Turchia femminile pallacanestro 3x3 Giochi del Mediterraneo 2018 |
| 7 | Italia     | Italia 3×34 Porcu, 5 Cabrini, 10 Porcari, 55 Landi, All. -                |
| 8 | Slovenia   | Slovenia 3×33 More, 4 Jakobčič, 5 Mićunović, 9 Stergar, All. -            |
| 9 | Andorra    | Andorra 3×3Andrés, Brunet, Mañà, Guri, All. -                             |